# Dødsengel
Dødsengel (česky znamená Anděl smrti; død = smrt, engel = anděl) je norská black metalová kapela založená v roce 2007 v norském městě Ålesund. Původní sestava byla Malach Adonai (bicí) a Kark (vokály, kytara, baskytara).
První studiové album s názvem Visionary vyšlo v roce 2009.
Ve svých textech se skupina zaobírá tématy jako okultismus a satanismus.

## Diskografie

### Studiová alba
- Visionary (2009)
- Mirium Occultum (2010)
- Imperator (2012)
- Interequinox (2017)

### EP
- Arkaik (2010)
- Alongside Choronzon (2010)
- Ecstatic Horror (2010)
- Dødsengel (2011)

### Kompilace
- Ecstatic Horror / Alongside Choronzon (2014)

### Split nahrávky
- Circumambulations of the Solar Inferno (2013) – společně s kapelou Nightbringer
- Capax Infiniti (2014) – společně s kapelou Hetroertzen[2]